# ياسوتومي نيشيزوكا
ياسوتومي نيشيزوكا (12 يوليو 1932 - 4 نوفمبر 2004) عالم كيمياء حيوية ياباني بارز وقدم مساهمات مهمة في فهم الآلية الجزيئية لنقل الإشارات عبر الغشاء الخلوي. في عام 1977، اكتشف البروتين كيناز C، الذي يلعب أدوارًا مهمة في مجموعة متنوعة من عمليات نقل الإشارة داخل الخلايا.
انتخب كعضو أجنبي في الجمعية الملكية (ForMemRS) في عام 1990 وعضوا في الأكاديمية اليابانية للعلوم (MJA) في عام 1991.